# Fræna
Fræna est une kommune de Norvège. Elle est située dans le comté de Møre og Romsdal.

## Histoire
Le 1er janvier 2020, elle a fusionné avec la commune de Eide pour donner naissance à la commune nouvelle de Hustadvika.